# At the Drive-Ins diskografi
Denna artikel handlar om post-hardcorebandet At the Drive-ins diskografi. At the Drive-In bildades i El Paso, Texas, USA bestod av Cedric Bixler-Zavala, Jim Ward, Omar Rodríguez-López, Paul Hinojos och Tony Hajjar.

## Studioalbum

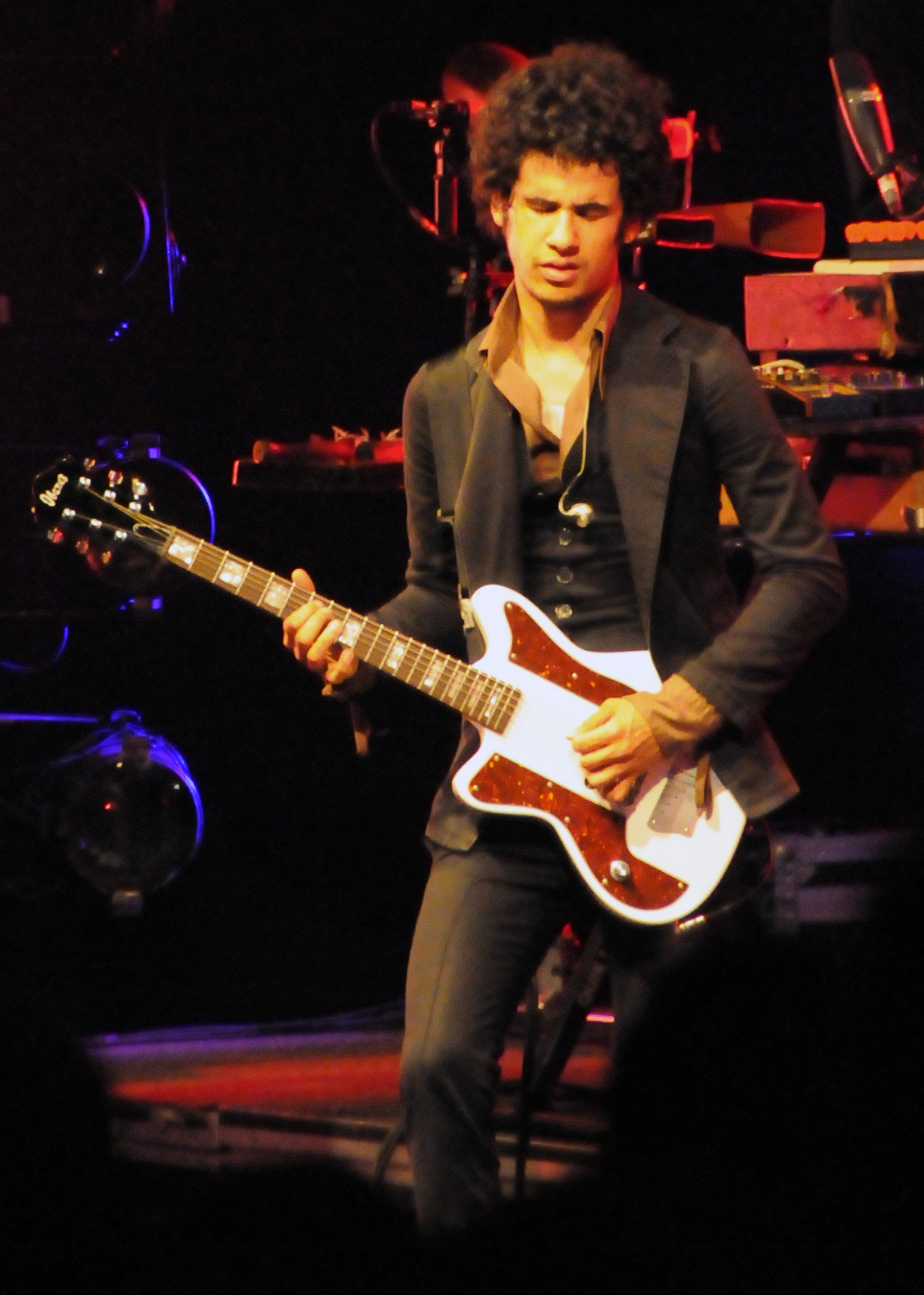
Omar Rodríguez-López live.

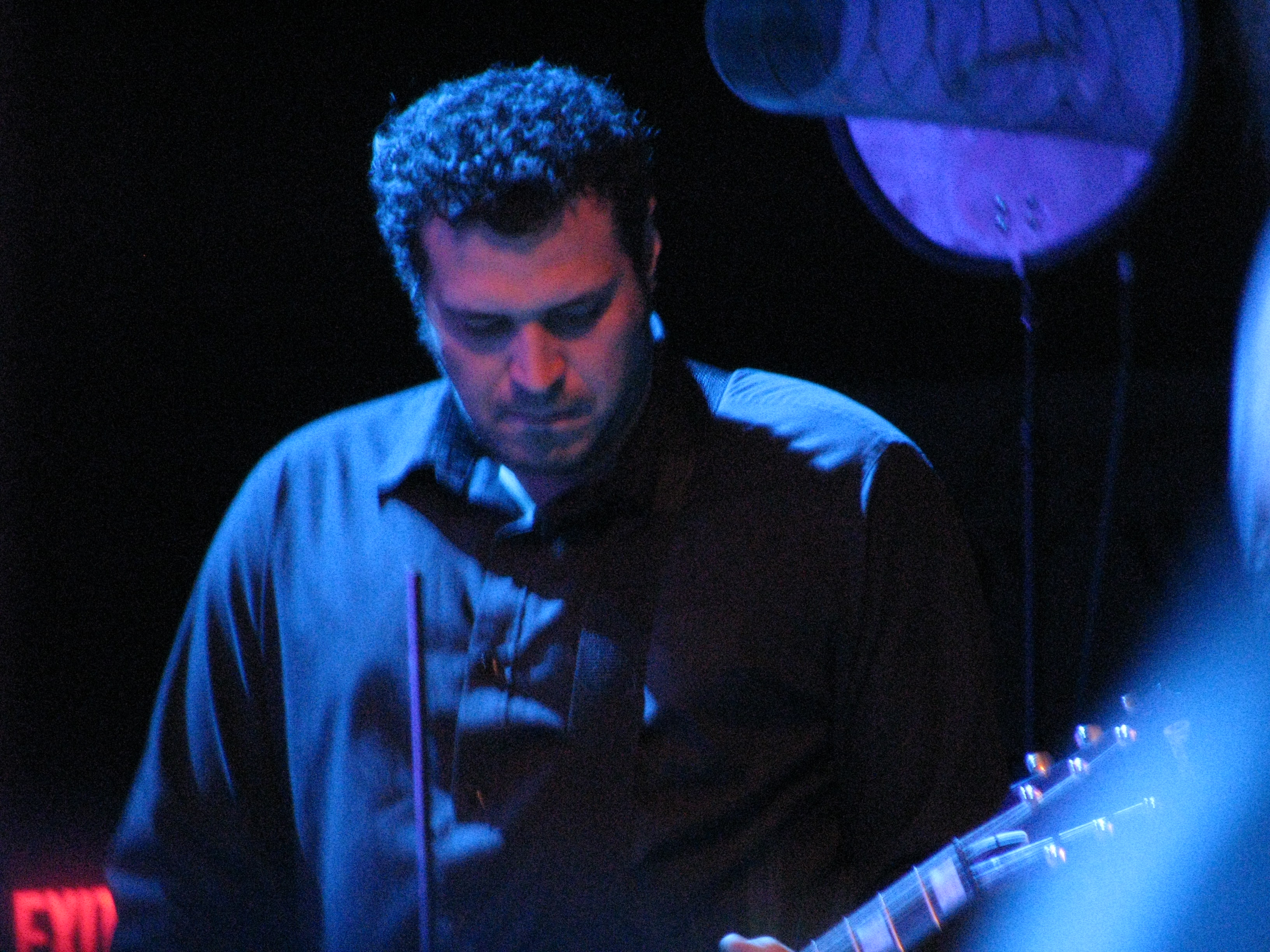
Paul Hinojos live.

| År   | Albumdetaljer                                            |
| ---- | -------------------------------------------------------- |
| 1996 | Acrobatic Tenement - Skivbolag: Flipside Records         |
| 1998 | In/Casino/Out - Skivbolag: Fearless Records              |
| 2000 | Relationship of Command - Skivbolag: Grand Royal Records |

## Samlingsalbum
| År   | Albumdetaljer                                                  |
| ---- | -------------------------------------------------------------- |
| 2005 | This Station Is Non-Operational - Skivbolag: Fearless/Noiselab |

## EP
| År   | Albumdetaljer                                           |
| ---- | ------------------------------------------------------- |
| 1994 | Hell Paso - Skivbolag: Western Breed Records            |
| 1995 | Alfaro Vive, Carajo! - Skivbolag: Western Breed Records |
| 1997 | El Gran Orgo - Skivbolag: Off Time Records              |
| 1999 | Vaya - Skivbolag: Fearless                              |

## Splitalbum
| År   | Albumdetaljer                                                                         |
| ---- | ------------------------------------------------------------------------------------- |
| 1998 | ATDI / Aesee Lake - Andra band: Aesee Lake                                            |
| 2000 | ATDI / Sunshine - Format: CD - Skivbolag: Big Wheel Recreation - andra band: Sunshine |
| 2000 | ATDI / Burning Airlines - andra band: Burning Airlines                                |
| 2000 | ATDI / Murder City Devils - andra band: Murder City Devils                            |

## Singlar
| År   | Namn                 | Skivbolag          |
| ---- | -------------------- | ------------------ |
| 1999 | Metronome Arthritis  | Fearless Records   |
| 2000 | One Armed Scissor    | Grand Royal        |
| 2000 | Rolodex Propaganda   | Grand Royal/Virgin |
| 2001 | Invalid Litter Dept. | Grand Royal/Virgin |

## Musikvideor
| År   | Namn                   | Album                   |
| ---- | ---------------------- | ----------------------- |
| 1999 | "Metronome Arthritis"  | Vaya                    |
| 2000 | "One Armed Scissor"    | Relationship of Command |
| 2000 | "Invalid Litter Dept." | Relationship of Command |